# Gail Brown
Gail Marjorie Brown (de soltera Ziegler; nacida el 11 de octubre de 1937) es una actriz estadounidense retirada. Es conocida por su papel como Clarice Hobson en la telenovela diurna de NBC Another World (1975–1986).

## Primeros años
Brown nació como Gail Marjorie Ziegler y creció en el suburbio de Chicago de Park Ridge, Illinois. Es hija de Elsie Mary (de soltera Reif), escritora, y Norman Arthur Ziegler, ingeniero y hombre de negocios. Su hermana pequeña era la actriz Karen Black. Antes de dedicarse profesionalmente al mundo del espectáculo, Brown trabajó como cajera, mecanógrafa y camarera.

## Carrera
Brown se marchó de su casa a Nueva York con la intención de convertirse en bailarina profesional. Fue suplente y bailarina en una compañía de gira nacional de Funny Girl. También actuó como Mimsey y como corista en la producción de Broadway de ese musical.
Brown interpretó el papel de Clarice Hobson en la telenovela Another World de 1975 a 1986, con apariciones esporádicas tras su marcha. El papel destacó por ser el primer personaje cómico de una telenovela diurna. En su libro Eight Years in Another World, el guionista Harding Lemay declaró que su intención era que el personaje de Clarice durara sólo dos días, pero que la interpretación de Brown le había impresionado tanto que decidió añadirla a la trama.

## Vida personal
Brown tomó su nombre profesional de su primer esposo, Michael Quinlan Brown, actor y escritor. Con quien estuvo casada de 1970 a 1977. Desde 1981, Brown está casada con Gordon Duggan, con quien tiene dos hijos. Residen en Cold Spring, Nueva York.